# کایدان (فیلم ۲۰۰۷)
کایدان (انگلیسی: Kaidan) فیلمی در ژانر ترسناک و فانتزی به کارگردانی هیدئو ناکاتا است که در سال ۲۰۰۷ اکران شد. از بازیگران آن می‌توان به کومیکو آسو، آساکا ستو، هیتومی کوروکی، و مائو اینوئه اشاره کرد.